# Crueler than Dead
Crueler than Dead (クルエラー ザン デッド, Kuruerā zan Deddo) est un manga de Tsukasa Saimura prépublié dans le Monthly Comic Ryū. La version française est publiée par Glénat.